# Lucernafilm
Lucernafilm gehörte neben der Pragafilm zu den großen Filmproduktionsgesellschaften in Prag. Die Firma war ein Familienunternehmen der Familie Havel und bestand im Zeitraum 1912–1949.

## Geschichte

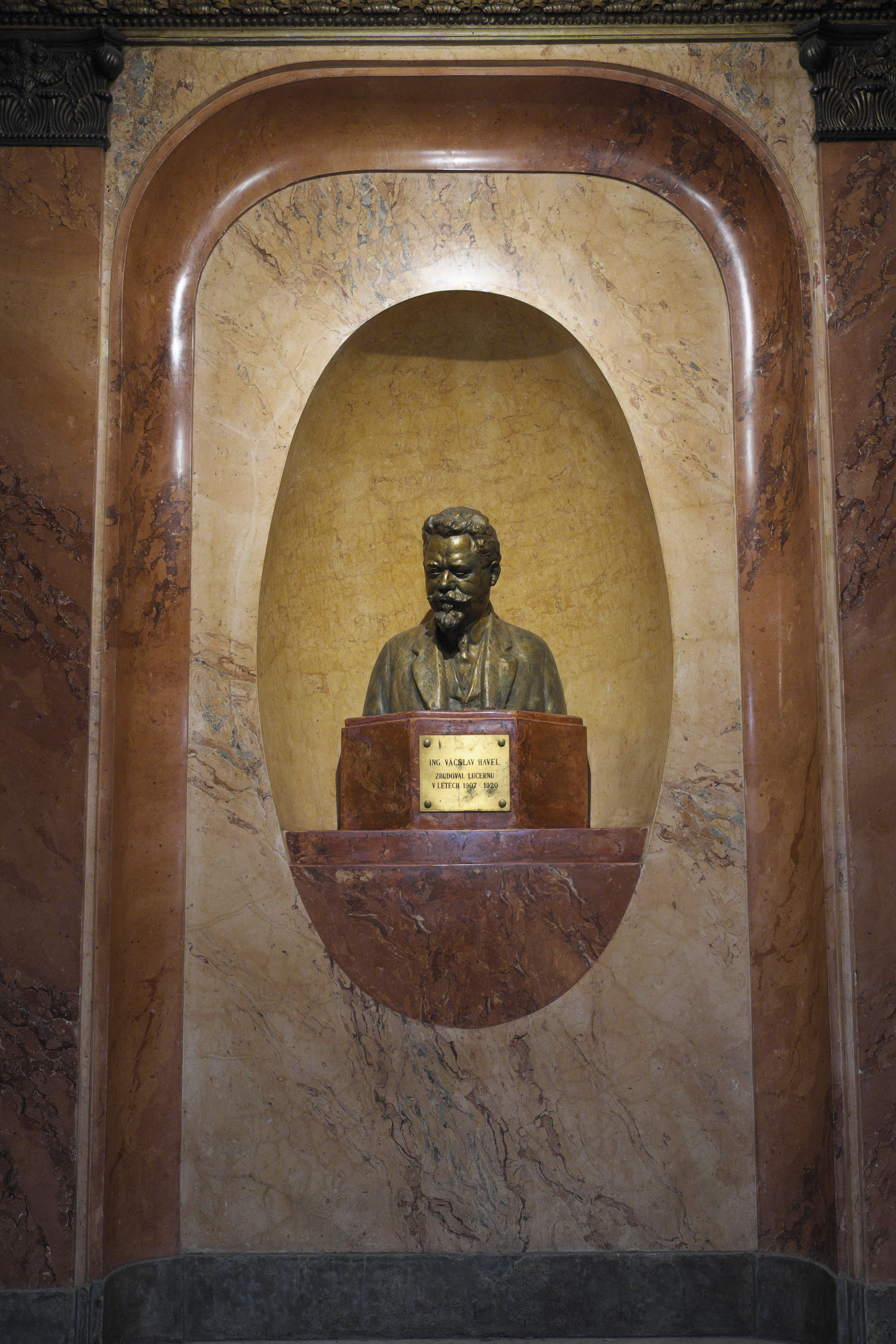
Lucerna-Passage am Wenzelsplatz in Prag, Büste von Baumeister Ing. Vácslav Havel

Die Lucernafilm Ges. m. b. H., Národní 28, Praha 1, wurde am 13. Juli 1912 als Familienunternehmen vom Prager Baumeister Ing. Vácslav Havel (1861–1921), Großvater des späteren tschechischen Präsidenten gleichen Namens, Václav Havel, gegründet. Havel erbaute am Wenzelsplatz im Zentrum Prags im Zeitraum 1907–1920 gemeinsam mit Stanislav Bechyně (1887–1973) in drei Bauphasen ein modernes Bürohaus, das auch einen geräumigen Saal für das erste Prager Großkino, Lucerna, mit mehr als 700 Sitzplätzen umfasste.
Für seinen Betrieb, der ursprünglich aus der Produktion von Kurznachrichten bestand, kaufte er am 31. Dezember 1915 Filmmaterial und -ausrüstung von der von Antonín Pech (1874–1928) ins Leben gerufenen Filmgesellschaft Kinofa. Havels Sohn Miloš (1899–1968) war aktiv an der Arbeit von Lucernafilm beteiligt, dessen Rolle in der Anfangsphase hauptsächlich darin bestand, die Zustimmung zu Dreharbeiten mit den österreichischen Behörden auszuhandeln.
Der Kameramann Karel Degl wurde im Januar 1916 in die Leitung des Labors der Lucernafilm berufen. In den beiden verbleibenden Jahren des Ersten Weltkriegs sammelte Degl auch erste Erfahrungen als Kameramann tschechischsprachiger Spielfilme.
Als eines der wenigen Beispiele für zensurierte Naturaufnahmen gilt der Streifen Svátek českého národa (1. Máje) – Feiertag der tschechischen Nation (1. Mai), eine Produktion der Lucernafilm, die im Mai 1918 überprüft und nicht zugelassen wurde.
Der Filmregisseur Otakar Vávra arbeitete im Zeitraum 1931–1945 bei mehreren Filmgesellschaften, darunter Lucernafilm, wo er 1944/45 am letzten Protektoratsfilm, Rozina sebranec (Das Findelkind Rosina), arbeitete.

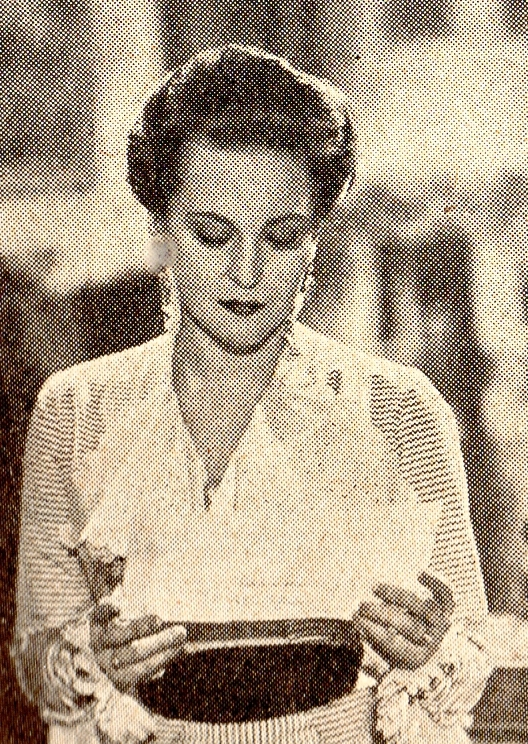
Zita Kabátová in der Lucernafilm-Produktion Muži nestárnou, 1942

Während des Zweiten Weltkriegs war Lucernafilm eines von zwei Unternehmen, die Filme auf Tschechisch drehen konnten. Zur Zeit der deutschen Besetzung wurde Miloš Havel zum Verkauf der Filmstudios Barrandov genötigt und die Filmgesellschaft 1941 in die nationalsozialistisch ausgerichtete Prag-Film AG umgewandelt. Die vergleichsweise kleine Produktionsfirma Lucernafilm blieb indes eigenständig.
Der bedeutende tschechische Nachrichten- und Dokumentarfotograf Zdeněk Tmej (1920–2004) arbeitete während des Zweiten Weltkriegs und einige Jahre später in der Fotografie für die Filmstudios Barrandov und Lucernafilm, allerdings illegal, da er kein Arbeitsbuch besaß. Tmej arbeitete dort unmittelbar mit dem Fotografen Karel Ludwig (1919–1977) zusammen, der in der Firma eine Werbeabteilung gegründet hatte.
Der Gestapo-Beamte Willi Abendschön wurde im Mai 1945 während des Prager Aufstandes in der Stadt von Aufständischen, hauptsächlich Mitarbeitern von Lucernafilm, direkt im Büro an der Národní 28 festgesetzt. Er wurde 1946 neben anderen in Prag hingerichtet.
Nach der Befreiung der Tschechoslowakei wurden die meisten Filmstudios 1945 verstaatlicht. Das Palais Lucerna und andere Immobilien von Václav Maria Havel (Vater des Präsidenten) blieben nach Kriegsende zunächst unangetastet. Miloš Havel dagegen wurde wegen seiner Kontakte zu den Besatzern und seiner Tätigkeit für die deutsche Filmwirtschaft verhört. Nach der Machtübernahme der Kommunistischen Partei KSČ im Februar 1948 versuchte Havel zum ersten Mal, in den Westen zu fliehen. Allerdings gelang es ihm lediglich, in die sowjetische Besatzungszone in Österreich zu kommen. Er geriet nun für über zwei Jahre in Haft und übersiedelte 1952 nach München.
Im März 1948 wurde offenbar, dass die Lucernafilm-Gesellschaft verstaatlicht und in Československý státni film (Tschechoslowakischer Staatsfilm) umbenannt werden sollte. Das Ministerium für Information und Aufklärung gab die Verstaatlichung am 30. September 1949 bekannt und erklärte sich zum nationalen Verwalter. Die Filmgesellschaft Lucernafilm wurde im Jahr 1950 aufgelöst.